# Grabheiligtum des Safi ad-Din

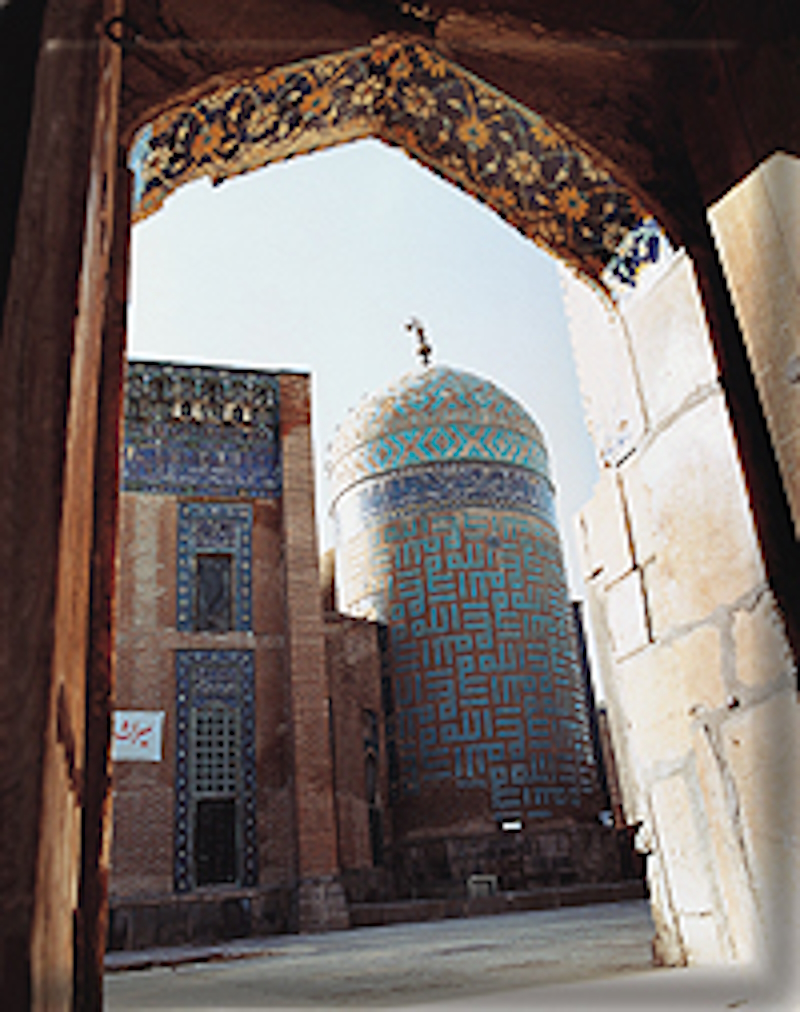
Schrein und Grab von Scheich Safi ad-Din, 2005

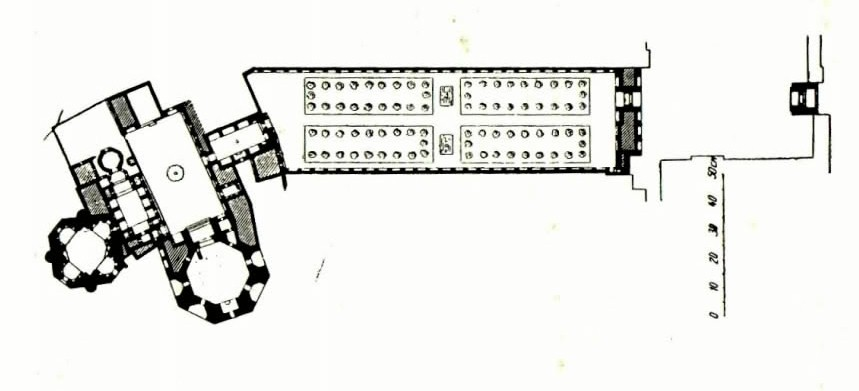
Plan

Das Grabheiligtum des Safi ad-Din (persisch آرامگاه شیخ صفی‌الدین اردبیلی, DMG Ārāmgāh-e Šaiḫ Ṣafiyoddīn-e Ardabīlī) ist ein architektonischer Komplex in der iranischen Stadt Ardabil in der gleichnamigen Provinz, der aus einem ehemaligen Sufi-Zentrum (Chāneghāh) und dem Grab von Scheich Safi ad-Din, dem Namensgeber der Dynastie der Safawiden, besteht.
Safi ad-Din gründete hier das erste Sufi-„Ordenskloster“ der Region Aserbaidschan, es diente ihm und seinen Nachfolgern auch als Wohnsitz. Nach seinem Tod wurde ein Grabturm für ihn erbaut, auch seine Familienangehörigen fanden in einem eigens dafür errichteten Anbau ihre ewige Ruhe. Mit der Thronbesteigung seines Urenkels Ismail nahm der Gebäudekomplex die Funktion eines Grabheiligtums ein, Ismail selbst ließ sich ebenfalls hier bestatten. Die Angehörigen der Safawiden-Dynastie pilgerten fortan zur Grablege ihrer Vorfahren, weitere Anbauten und Verschönerungen wurden vorgenommen.
Zentrum des Areals ist ein großer rechteckiger Innenhof, in den man durch einen Vorgarten und einen Vorhof gelangt. Nordöstlich schließt sich eine oktogonale Gebetshalle (Masdschid-e Dschannat Sara/„Paradiesmoschee“) an, südöstlich eine Andachtshalle (Ghandil Chane/„Laternenhaus“) an, von welcher der südlich liegende Grabturm des Scheich Safi begehbar ist. Vom Laternenhaus kann man außerdem das Mausoleum Schah Ismails betreten. Des Weiteren beherbergt das Areal, südöstlich an das Laternenhaus angeschlossen, einen großen Festsaal im „Porzellanhaus“ (Tschini Chane) sowie einen kleinen Wohntrakt (Haram Chane).
2010 wurde der Gebäudekomplex von der UNESCO zum Weltkulturerbe erklärt.
Auf der nationalen Denkmalsliste der Islamischen Republik Iran ist die Stätte mit der Nummer 64 registriert.